# Parafia Dobrego Pasterza w Obicach
Parafia Dobrego Pasterza w Obicach – parafia rzymskokatolicka, znajdująca się w diecezji kieleckiej, w dekanacie morawickim.